# Christophe Juchault
Pour les autres membres de la famille, voir Famille Juchault.
Christophe Juchault, seigneur du Blottereau, du Gué-Robert, de la Jarrie et de la Grande-Noë, né le 31 juillet 1591 et mort en août 1661, est un magistrat français, président en la Chambre des comptes de Bretagne en 1635 et maire de Nantes de 1642 à 1644. 

## Biographie
Christophe Juchault est le fils de Michel Juchault (1544-1634), sieur du Blottereau, du Gué-Robert et des Bourderies, conseiller à la Chambre des comptes de Bretagne et sous-maire de Nantes, et de Marguerite Le Serff. Gendre de Jean Goullet, seigneur du Pin, de l'Oiselinière, de la Grande-Noë et de la Jarrie, sous-maire de Nantes, il est le beau-père de René de Sesmaisons.
D'abord lieutenant civil et criminel au siège présidial et prévôté de Nantes en 1622, il devient président en la Chambre des comptes de Bretagne en 1635.
Maire de Nantes en 1642 et 1643, il est député de la ville aux États de Bretagne en 1643.
Il est fait conseiller du roi en ses conseils en 1644.
Il aurait accueilli, en son logis de la Papotière, Henriette de France le 11 août 1644.
Un portrait de Christophe Juchault se trouve dans les collections du musée archéologique de Nantes.